# يو إف سي 214
يو إف سي 214: كورمييه ضد جونز 2	 (بالإنجليزية: UFC 214: Cormier vs. Jones 2)‏ هو حدث لفنون القتال المختلطة نظمته يو إف سي، أُقيم في 29 يوليو 2017، على هوندا سنتر في آناهايم، كاليفورنيا، الولايات المتحدة.